# Oliver Dollar
Oliver Dollar, auch Oliver $ (* 1982, bürgerlicher Name: Oliver Siebert) ist ein deutscher DJ und House-Musiker. Größere Bekanntheit erlangte er mit dem Track „Doin' Ya Thang“, für den er ein Sample des Detroiter Musikers Moodymann verwendete.

## Karriere
Über seinen Cousin Jan Driver, der als Producer für Boys Noize Records und Grand Petrol Recordings arbeitete, kam Siebert bereits im Alter von 11 Jahren mit Progressive House in Kontakt.
Während der 00er-Jahre lebte er in Berlin, machte sich als DJ in der Fidget-House-Szene einen Namen und veröffentlichte auf Labels wie Man Recordings, Made to Play und Play it Down.
Nach eigenen Angaben wollte er seine Karriere als Musiker gerade aufgeben, als ihm 2011 mit der Veröffentlichung von „Doin' Ya Thang“ ein entscheidender Erfolg gelang.
Mit dem Musiker Moodymann, dessen Sample er für den Track verwendete und der als "Legende" bezeichnet wird, einigte er sich auf eine Beteiligung von 50 % an den Tantiemen des Tracks.
Erwähnenswert ist auch seine Zusammenarbeit mit dem Schweizer Jazz-House-Musiker Jimi Jules. Mit dem Track „Pushing On“, der ein Sample von Alice Russell enthält, konnten sie 2014 einen großen Erfolg verzeichnen. Bei Beatport, einem Downloadportal für elektronische Musik, belegte der Track wochenlang Platz 1 und erreichte zudem eine Platzierung in den Top-15 der UK-Charts.

## Privates
Siebert ist in Barth, einer Kleinstadt bei Rügen, aufgewachsen.

## Diskografie

### Alben
- 2005: Poor Boy (Grand Petrol Recordings)
- 2006: Hotflash! (Grand Petrol Recordings)

### Singles
- 2007: Wake Up (Jesse Rose & Oliver $ / Made to Play)
- 2008: Toca Pra Mim / Tá Com Medo Do Mim? feat. Deize Tigrona (Jesse Rose & Oliver $ / Man Recordings)
- 2011: Doin’ Ya Thang (Play it Down)
- 2014: Pushing On (Oliver $ & Jimi Jules / Defected, UK: Silber)[4]
- 2018: Steeley Damn (Oliver $ & Brillstein / HotBoi Records)